# ロボット工学とオートメーションに関する国際会議
ロボット工学とオートメーションに関する国際会議(ロボットこうがくとオートメーションにかんするこくさいかいぎ、英: International Conference on Robotics and Automation、ICRA)は、米国電気電子学会（IEEE）とロボット工学とオートメーション学会 が主催するロボット工学の進歩を扱う年次学術会議のこと。ロボット技術の国際学会（IROS）と並んで、この分野ではトップクラスの会議の一つであり、2010年にオーストラリアICT会議ランキングで「A」評価、2012年にブラジル教育省から「A1」評価を受けた。

## 開催地
歴代開催地は以下の通り
- 1984年: アトランタ、アメリカ
- 1985年: セントルイス、アメリカ
- 1986年: サンフランシスコ、アメリカ
- 1987年: ローリー、アメリカ
- 1988年: フィラデルフィア、アメリカ
- 1989年: スコッツデール、アメリカ
- 1990年: シンシナティ、アメリカ
- 1991年: サクラメント、アメリカ
- 1992年: ニース、フランス
- 1993年: アトランタ、アメリカ
- 1994年: サンディエゴ、アメリカ
- 1995年: 名古屋、日本
- 1996年: ミネアポリス、アメリカ
- 1997年: アルバカーキ、アメリカ
- 1998年: ルーヴェン、ベルギー
- 1999年: デトロイト、アメリカ
- 2000年: サンフランシスコ、アメリカ
- 2001年: ソウル、韓国
- 2002年: ワシントンD.C.、アメリカ
- 2003年: 台北、台湾
- 2004年: ニューオーリンズ、アメリカ
- 2005年: バルセロナ、スペイン
- 2006年: オーランド、アメリカ
- 2007年: ローマ、イタリア
- 2008年: パサデナ、アメリカ
- 2009年: 神戸、日本
- 2010年: アンカレッジ、アメリカ
- 2011年: 上海、中国
- 2012年: ミネアポリス、アメリカ
- 2013年: カールスルーエ、ドイツ
- 2014年: 香港、中国
- 2015年: シアトル、アメリカ
- 2016年: ストックホルム、スウェーデン
- 2017年: シンガポール
- 2018年: ブリスベン、オーストラリア
- 2019年: モントリオール、カナダ
- 2020年: パリ、フランス（オンライン開催）
- 2021年: 西安、中国（ハイブリッド開催）
- 2022年: フィラデルフィア、アメリカ
- 2023年: ロンドン、イギリス
- 2024年: 横浜、日本
- 2025年: アトランタ、アメリカ
- 2026年: ウィーン、オーストリア
- 2027年: ソウル、韓国